# Coelichneumon bohemani
Coelichneumon bohemani är en stekelart som först beskrevs av Holmgren 1864.  Coelichneumon bohemani ingår i släktet Coelichneumon och familjen brokparasitsteklar. Arten är reproducerande i Sverige. Inga underarter finns listade i Catalogue of Life.